# Орловец (връх в Рила)
Вижте пояснителната страница за други значения на Орловец.
Орловец е връх в Рила планина. Разположен е в Мальовишкия дял на Северозападна Рила. Височината му е 2686 m над морското равнище.
Издига се на основното Мальовишко било. Източно от него е вр. Злия зъб, от който го отделя тясно скално седло, наречено Прозореца; оттам на юг се спуска шеметен улей – Синия улей, стигащ до Рилската река на около 1200 метра по-долу. Западно от Орловец билото продължава с назъбения скален гребен Петлите (между върха и първия зъбер, Големия Петел, има дълбоко скалисто седло); този гребен води към Елени връх. Тази част от основното било е с южни склонове, набраздени от улеи, по които се свличат каменопади, лавини, стичат се пороищни води – Злите потоци е тяхното обобщено название. Западно от Синия улей (един от Злите потоци) се намират Гроба на монаха и Иглата на монаха.
Северните склонове на Орловец са изцяло скалисти. Те заграждат Мальовишката долина от югоизток, спускайки се рязко към най-горните ѝ етажи. Южните склонове на върха в горните си части са малко по-полегати, със затревени участъци; спускат се към долината на Рилската река.
Изкачването на върха от туристи е трудно, особено през Петлите; по-леко е от изток, през седлото Прозореца. През зимата е необходимо владеене на алпийски способи.
Стените на връх Орловец са алпийски обекти. Северозападната стена е висока около 100 m, изградена от гранит и пегматитови шисти, зърнеста, в отделни участъци има лабилни скални блокове. Изкачена е за пръв път през 1935 г. от немските алпинисти Херман Хунд и Тони Видеман. Южната стена е много добра за катерене, но поради по-неудобния достъп до нея не е толкова посещавана. 